# دانشگاه ایالتی پونتلند
دانشگاه ایالتی پونتلند یک دانشگاه در سومالی است که در غاروی واقع شده‌است.